# 一般命令第一号
一般命令第一号（いっぱんめいれいだいいちごう、General Order No.1）とは、第二次世界大戦における日本の降伏に向けて、アメリカ統合参謀本部が作成し、1945年（昭和20年）8月17日にハリー・S・トルーマン大統領が認可した命令である。1945年9月2日に日本の降伏に続いて、大日本帝国の代表者に対してダグラス・マッカーサー元帥が発令し、大日本帝国の大本営が日本軍に対して発令した。連合国最高司令官指令 (SCAPIN) の1番目の指令である。

## 命令内容

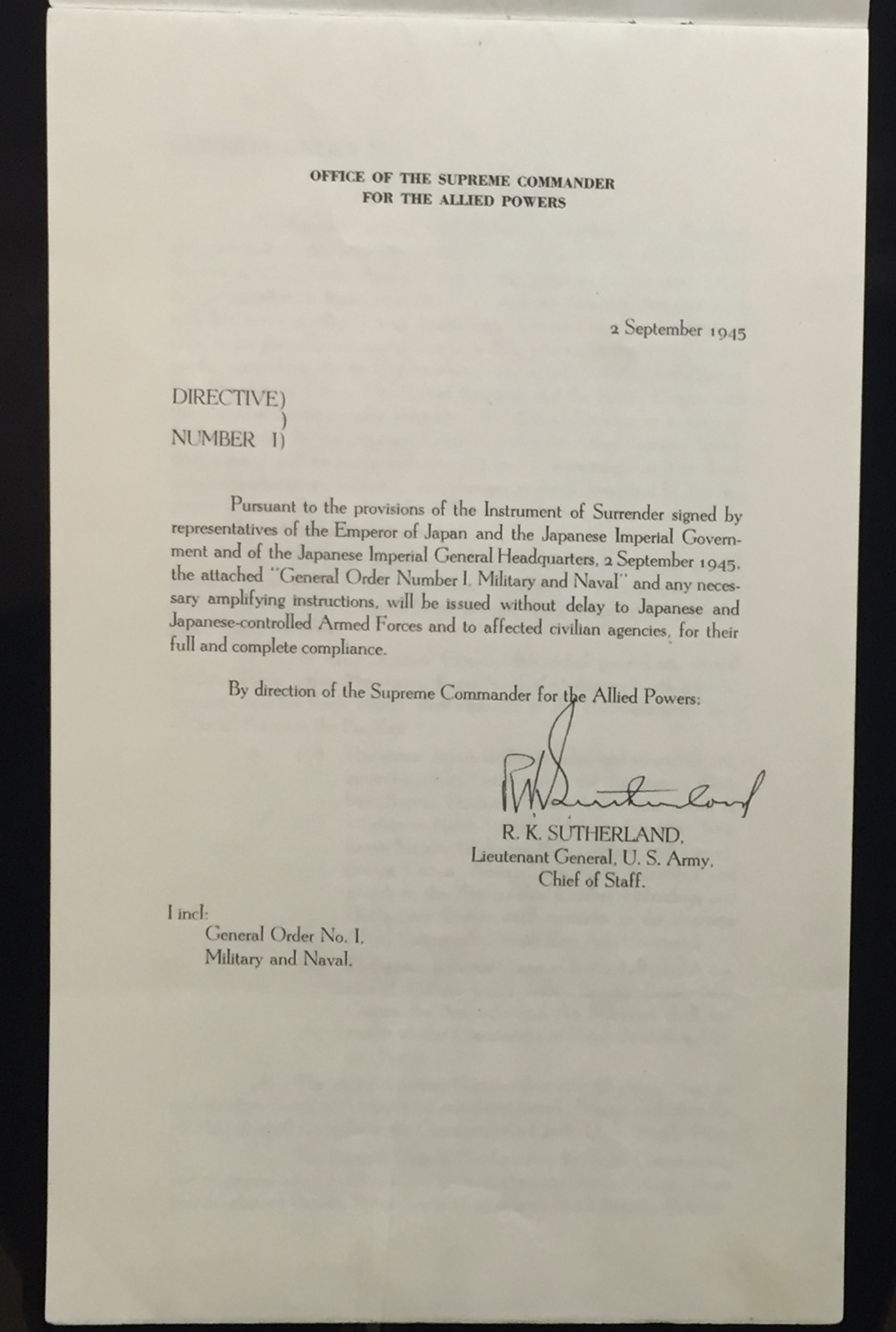
一般命令第一号の原本（2015年の初公開時に外務省外交史料館にて撮影）

日本軍に対し、指定された連合国の司令官に降伏、すべての現時点での部隊配置を明らかにし、後日の武装解除に向けて軍備を保存するよう命令している。軍事施設、捕虜・抑留者に関する情報提供命令も含まれていた。

## 降伏先の連合国司令官
各地域の日本軍の降伏先司令官は下記の通り。第1条第ロ号、第ハ号、第ニ号、第ホ号に基づくものである。朝鮮半島は、のちに生じる北緯38度線における朝鮮分割の誘因に影響を及ぼすものであった。
- 日本本土、沖縄、北緯38度線以南の朝鮮、フィリピン：アメリカ合衆国太平洋陸軍部隊最高司令官
- 日本国委任統治諸島、小笠原その他太平洋の諸島：アメリカ合衆国太平洋艦隊最高司令官
- 満州、北緯38度線以北の朝鮮、南樺太、千島列島：ソビエト連邦極東軍最高司令官
- 中国、台湾、北緯16度以北のフランス領インドシナ：蔣介石
- ボルネオ、英領ニューギニア、ビスマルク諸島、ソロモン諸島：オーストラリア陸軍最高司令官
- 上記以外の地域：東南アジア軍司令部最高司令官

## 文書の保管
原本は、外務省外交史料館が保管して一般公開しなかったが、戦後70年の2015年8月31日から9月12日に外交史料館の展示室で初めて公開した。